# Liste der Gebietsänderungen in Sachsen 2023
Die Liste der Gebietsänderungen in Sachsen 2023 enthält Änderungen an Gemeindegebieten des Freistaats Sachsen in der Zeit vom 1. Januar 2023 bis zum 31. Dezember 2023. Dazu zählen unter anderem Zusammenschlüsse und Trennungen von Gemeinden, Eingliederungen von Gemeinden in eine andere, Änderungen des Gemeindenamens und Umgliederungen von Teilen einer Gemeinde in eine andere.

In Sachsen kam es im Jahr 2023 zu drei Gemeindegebietsänderungen. Alle damals entstandenen Gemeinden existieren noch heute.

## Legende
- Datum: juristisches Wirkungsdatum der Gebietsänderung
- Gemeinde vor der Änderung: Gemeinde vor der Gebietsänderung
- Gebietsänderung: Art der Gebietsänderung
- Gemeinde nach der Änderung: Gemeinde nach der Gebietsänderung
- Landkreis: Landkreis der Gemeinde nach der Gebietsänderung
- OT: Ortsteil

Die Sortierung erfolgt chronologisch: Datum, kreisfreie Städte, Landkreise, aufnehmende oder neu gebildete Gemeinde. Heute noch bestehende Gemeinden sind farbig unterlegt.

## Liste der Gebietsänderungen
| Datum      | Gemeinde vor Änderung | Gebietsänderung   | Gemeinde nach Änderung  | Landkreis     |
| ---------- | --- | ----------------- | ----------------------- | ------------- |
| 01.01.2023 | Ostrau mit Auerschütz, Beutig, Binnewitz, Clanzschwitz, Delmschütz, Döhlen, Jahna, Kattnitz, Kiebitz, Merschütz, Münchhof, Niederlützschera, Noschkowitz, Oberlützschera, Obersteina, Ostrau, Pulsnitz, Rittmitz, Schlagwitz, Schmorren, Schrebitz, Sömnitz, Töllschütz, Trebanitz, Zschochau, Zschaitz-Ottewig mit Auterwitz, Baderitz, Dürrweitzschen, Glaucha, Goselitz, Lüttewitz, Lützschnitz, Mischütz, Möbertitz, Ottewig, Zschaitz, Zunschwitz | Neubildung von    | Jahnatal                | Mittelsachsen |
| 01.09.2023 | Hirschfeld 1,7 Hektar | Umgliederung nach | Lengenfeld              | Vogtlandkreis |
| 01.09.2023 | Lengenfeld 1,7 Hektar | Umgliederung nach | Hirschfeld              | Zwickau       |
| 14.09.2023 | Zwickau | Namensänderung zu | Zwickau, Hochschulstadt | Zwickau       |

## Quelle
- Statistisches Landesamt Sachsen: Gebietsänderungen ab 1. Januar 2020 (XLSX-Datei; 15 kB)